# Iļģuciems
Iļģuciems (tysk: Ilgezeem) er en af Rigas 47 bydele (lettisk: apkaime, sing.) beliggende i Pārdaugava. Iļģuciems har 26.131 indbyggere og dets areal udgør 244,20 hektar, hvilket giver en befolkningstæthed på 107 indbyggere per hektar.

## Eksterne kildehenvisninger
- Apkaimes – Rigas bydelsprojekt